# 天主教聖塔倫總教區
天主教聖塔倫總教區是巴西一個天主教總教區，位於北部帕拉州西北部。
1903年9月21日設自治監督區。1979年10月16日升為教區。2010年有教友295,936人，佔總人口66.2%。有廿三個堂區、司鐸四十四人。
教區於2019年11月6日升格為教省總教區，奧比多斯教區、欣古-阿爾塔米拉教區、伊泰圖巴自治監督區和上欣古暨圖庫芒自治監督區成為它的下轄教區/自治監督區。現任總主教為依勒內·羅曼。